# 日本言語学オリンピック
日本言語学オリンピック(にほんげんごがくオリンピック、通称JOL)は、未知の言語を分析する能力を競う日本国内の大会である。アジア太平洋言語学オリンピック(APLO)および国際言語学オリンピック(IOL)に出場する日本代表選手を決定する予選大会の役割も兼ねている。毎年12月頃にオンライン上で開催されている。

## 概要

### 競技内容
与えられた未知の言語のデータとそれに対応する日本語訳から法則を導出した上で、その法則をもとに未知の言語における新たな語形を推測することを目的とした問題が出題される。言語学の諸分野のうち、音韻論、形態論、統語論、命数法、文字、比較言語学などから出題される。APLOやIOLとは異なり、導出した法則を文章や表で説明する必要はなく、日本語から未知の言語への訳、または未知の言語から日本語への訳のみが採点の対象となる。制限時間は2時間で、JOL公式サイト上のシステムで3問から5問程度が出題される。
| 大会    | 問題  | 言語                      | 分類(地域)                                                 | 分野           |
| ------- | ----- | ------------------------- | ---------------------------------------------------------- | -------------- |
| JOL2023 | 第1問 | ハウサ語                  | アフロ・アジア語族(西アフリカ)                             | 統語           |
| JOL2023 | 第2問 | クヴェン語                | ウラル語族(ノルウェー)                                     | 音韻           |
| JOL2023 | 第3問 | カマン語                  | トランス・ニューギニア語族(インドネシア)                   | 意味, 対応     |
| JOL2023 | 第4問 | プユマ語                  | オーストロネシア語族(台湾)                                 | 統語           |
| JOL2023 | 第5問 | モンゴ語                  | ニジェール・コンゴ語族(コンゴ民主共和国)                   | 形態, 動詞形態 |
| JOL2022 | 第1問 | タグバヌワ語              | オーストロネシア語族(フィリピン)                           | 文字           |
| JOL2022 | 第2問 | タワラ語                  | オーストロネシア語族(パプアニューギニア)                   | 韻律           |
| JOL2022 | 第3問 | ムンダ語                  | オーストロアジア語族(インド)                               | 統語           |
| JOL2022 | 第4問 | ヤオ語                    | ニジェール・コンゴ語族(マラウイ・モザンビーク・タンザニア) | 親族名称       |
| JOL2022 | 第5問 | ティンリン語              | オーストロネシア語族(ニューカレドニア)                     | 統語           |
| JOL2021 | 第1問 | カビル語                  | アフロ・アジア語族(北アフリカ)                             | 統語           |
| JOL2021 | 第2問 | ツツバ語                  | オーストロネシア語族(バヌアツ)                             | 命数           |
| JOL2021 | 第3問 | シャレイア語              | 人工言語                                                   | 統語           |
| JOL2021 | 第4問 | マプチェ語                | アラウカニア語族(チリ・アルゼンチン)                       | 形態, 韻律     |
| JOL2020 | 第1問 | アラビア語                | アフロ・アジア語族(アラブ〜北アフリカ)                     | 文字, 対応     |
| JOL2020 | 第2問 | エウェンキー語            | ツングース語族(シベリア)                                   | 音韻, 比較     |
| JOL2020 | 第2問 | オロチ語                  | ツングース語族(シベリア)                                   | 音韻, 比較     |
| JOL2020 | 第2問 | ナーナイ語                | ツングース語族(シベリア)                                   | 音韻, 比較     |
| JOL2020 | 第3問 | バスク語                  | 系統不明の言語(スペイン・フランス)                         | 音韻           |
| JOL2020 | 第4問 | リヴォニア語              | ウラル語族(ラトビア)                                       | 意味, 対応     |
| JOL2020 | 第5問 | ウルドゥー語              | 印欧語族(パキスタン・インド)                               | 統語           |
| JOL2019 | 第1問 | 朝鮮語                    | 朝鮮語族(朝鮮半島)                                         | 文字           |
| JOL2019 | 第2問 | 日本語                    | 日琉語族(日本)                                             | 音韻           |
| JOL2019 | 第3問 | フィンランド語            | ウラル語族(フィンランド)                                   | 音韻           |
| JOL2019 | 第4問 | イヌクティトゥット語      | エスキモー・アレウト語族(カナダ)                           | 統語           |
| JOL2019 | 第5問 | コリマ・ユカギール語      | ユカギール語族(シベリア)                                   | 統語           |
| JOL2018 | 第1問 | 英語                      | 印欧語族                                                   | 文字           |
| JOL2018 | 第1問 | チェコ語                  | 印欧語族(チェコ)                                           | 文字           |
| JOL2018 | 第1問 | ポーランド語              | 印欧語族(ポーランド)                                       | 文字           |
| JOL2018 | 第1問 | スウェーデン語            | 印欧語族(スウェーデン)                                     | 文字           |
| JOL2018 | 第2問 | ベジャ語                  | アフロ・アジア語族(北東アフリカ)                           | 統語, 対応     |
| JOL2018 | 第3問 | ナーナイ語                | ツングース語族(シベリア)                                   | 形態, 動詞形態 |
| JOL2018 | 第4問 | 古テュルク語 オルホン文字 | テュルク諸語(中央アジア)                                   | 文字, 音韻     |
| JOL2018 | 第5問 | モンゴル語                | モンゴル諸語(モンゴル・中国)                               | 文字, 対応     |
| JOL2018 | 第5問 | チベット語                | シナ・チベット語族(中国西部)                               | 文字, 対応     |
| JOL2017 | 第1問 | ロシア語                  | 印欧語族(ロシア)                                           | 形態           |
| JOL2017 | 第2問 | フリウリ語                | 印欧語族(イタリア)                                         | 形態           |
| JOL2017 | 第3問 | モンゴル語                | モンゴル諸語(モンゴル・中国)                               | 文章           |
| JOL2016 | 第1問 | ソマリ語                  | アフロ・アジア語族(ソマリア)                               |                |
| JOL2016 | 第2問 | スロベニア語              | 印欧語族(スロベニア)                                       |                |

### 歴史
2003年に第1回のIOLがブルガリア・ボロヴェツで開催されて以降、日本代表がIOLに参加したのは2012年のスロベニア・リュブリャナ大会が最初である。IOL日本代表となる8人を選抜する国内予選が開始したのは2016年4月であり、当初の国内予選の名称は「国際言語学オリンピック日本代表選抜筆記試験」であった。2019年5月に第1回のAPLOが開催されてからは、JOLがAPLO日本代表を選抜する国内予選としての役割も兼ねることとなった。JOL2020以降は大会の正式名称が「日本言語学オリンピック」となったほか、開催時期が大会名の冠する西暦年の前年にあたる12月末に移動している。JOL2020は東京外国語大学府中キャンパスで開催されている。新型コロナウイルス感染症拡大の影響で、JOL2021からはオンラインでの開催に切り替えている。加えて、この年から参加資格制限のない「競技参加枠」が追加された。競技参加枠はJOL2022から「オープン枠」に改称している。

### 組織
- 主催・運営: 特定非営利活動法人 国際言語学オリンピック日本委員会[9][10]
- 後援: 日本言語学会[11]

### その他
国際科学オリンピックに含まれる他の競技大会の多くは、その日本予選大会(日本数学オリンピック、日本情報オリンピックなど)が国立研究開発法人科学技術振興機構の支援する日本科学オリンピック委員会に含まれているが、日本言語学オリンピックはこれに含まれていない。国際哲学オリンピックの日本予選である日本倫理・哲学グランプリも同様に含まれていない。

## 参加資格
参加枠には「選抜枠」と「オープン枠」の2種類がある。
選抜枠の参加資格は、次のIOL個人戦の時点で20歳未満かつ大学教育を受けていないことである。選抜枠の成績上位者は、翌年春頃に開催されるAPLOにおける日本代表としての出場資格を得る。APLO日本代表の成績上位8名は、夏頃に開催されるIOLにおける日本代表としての出場資格を得る。
オープン枠への参加資格の制限はなく、大学生や20歳以上の参加も可能である。
受験料は選抜枠・オープン枠ともに3000円であり、収益は国際言語学オリンピック日本代表生徒の登録費等の補助に使用される。

## 大会成績

### JOL
JOL2019以降、競技者の成績に応じて金賞(上位{\displaystyle {\tfrac {1}{18}}}の人数)・銀賞(上位{\displaystyle {\tfrac {1}{6}}}の人数)・銅賞(上位{\displaystyle {\tfrac {1}{3}}}の人数)・努力賞(平均点以上)が授与されている。成績上位者はAPLOに招待される。
| 大会    | 開催日             | 応募者          | 参加者          | 金賞 | 銀賞 | 銅賞 | 努力賞 | APLO進出者 |
| ------- | ------------------ | --------------- | --------------- | ---- | ---- | ---- | ------ | ---------- |
| JOL2024 | 2023年12月29日(金) | 785(選抜枠)     | 785(選抜枠)     | 42   | 84   | 126  | 145    | 54         |
| JOL2024 | 2023年12月29日(金) | 151(オープン枠) | 151(オープン枠) | 8    | 16   | 23   | 24     | 0          |
| JOL2023 | 2022年12月29日(木) | 490(選抜枠)     | 490(選抜枠)     | 24   | 54   | 75   | 88     | 58         |
| JOL2023 | 2022年12月29日(木) | 115(オープン枠) | 115(オープン枠) | 6    | 11   | 17   | 23     | 0          |
| JOL2022 | 2021年12月29日(水) | 354(選抜枠)     | 354(選抜枠)     | 21   | 52   | 55   | 47     | 67         |
| JOL2022 | 2021年12月29日(水) | 80(オープン枠)  | 80(オープン枠)  | 4    | 8    | 13   | 12     | 0          |
| JOL2021 | 2020年12月28日(月) | 178(選抜枠)     | 178(選抜枠)     | 10   | 22   | 31   | 22     | 31         |
| JOL2021 | 2020年12月28日(月) | 67(競技参加枠)  | 67(競技参加枠)  | 2    | 13   | 10   | 8      | 0          |
| JOL2020 | 2019年12月28日(土) | 199             | 155             | 11   | 17   | 27   | 25     | 21         |
| JOL2019 | 2019年3月24日(日)  | 135             | 115             | 6    | 14   | 18   | 25     | 8          |
| JOL2018 | 2018年3月25日(日)  |                 | 56              |      |      |      |        | APLO未実施 |
| JOL2017 | 2017年3月26日(日)  |                 |                 |      |      |      |        | APLO未実施 |
| JOL2016 | 2016年4月          |                 |                 |      |      |      |        | APLO未実施 |

### APLO
アジア太平洋言語学オリンピック(APLO)は、アジア太平洋地域の国々の生徒が参加する競技大会であり、会場は参加各国に設置される。2021年現在、 日本・ 中国・ 香港・ 台湾・ 韓国・ マレーシアが正規参加国であるほか、 カナダ(英語話者)・ コロンビア・ インド・ ルーマニア・ シンガポール・ ウクライナがゲスト参加している。過去には バングラデシュ・ ネパール・ ウクライナが正規参加国であったほか、 ラトビア・ ロシアがゲスト参加していた。日本においては国際言語学オリンピックに進出する代表選手8人を選ぶための実質的な2次予選として機能している。賞は、各参加国の上位8名に授与される。
| 大会     | 開催日            | 日本からの参加者 | 金賞 | 銀賞 | 銅賞 | 努力賞 |
| -------- | ----------------- | ---------------- | ---- | ---- | ---- | ------ |
| APLO2024 | 2024年4月7日(日)  | 54               | 1    | 3    | 4    | 0      |
| APLO2023 | 2023年4月9日(日)  | 58               | 1    | 3    | 4    | 0      |
| APLO2022 | 2022年4月10日(日) | 67               | 1    | 3    | 4    | 0      |
| APLO2021 | 2021年3月28日(日) | 31               | 1    | 3    | 4    | 0      |
| APLO2020 | 2020年9月27日(日) | 21               | 1    | 3    | 4    | 0      |
| APLO2019 | 2019年5月5日(日)  | 8                | 1    | 3    | 3    | 1      |
| 計       |                   | 239              | 6    | 18   | 23   | 1      |

### IOL
APLOで選抜された日本代表8名は、JOL組織委員会による合同練習会を経て国際言語学オリンピック(IOL)に出場する。個人戦のメダルは全参加者の{\displaystyle {\tfrac {1}{3}}}から{\displaystyle {\tfrac {1}{4}}}程度の人数に授与され、その内訳は概ね 金:銀:銅=1:2:3 となるように分配される。団体戦のメダルは上位3チームに授与される。2021年現在、日本からは61人・16チームの代表が出場しており、最優秀解答賞3個・メダル12個(金メダル3個・銀メダル3個・銅メダル6個)・努力賞12個を獲得しているほか、1人が連続メダリストとして殿堂入りを果たしている。
| 大会    | 開催国         | 全参加者 | 日本からの参加者 | 個人戦       | 個人戦 | 個人戦 | 個人戦 | 個人戦 | 団体戦 | 団体戦 | 団体戦 |
| 大会    | 開催国         | 全参加者 | 日本からの参加者 | 最優秀解答賞 | 金賞   | 銀賞   | 銅賞   | 努力賞 | 金賞   | 銀賞   | 銅賞   |
| ------- | -------------- | -------- | ---------------- | ------------ | ------ | ------ | ------ | ------ | ------ | ------ | ------ |
| IOL2024 | ブラジル       | 206      | 8                | 0            | 1      | 1      | 3      | 1      | 0      | 0      | 1      |
| IOL2023 | ブルガリア     | 205      | 8                | 1            | 1      | 1      | 2      | 3      | 0      | 0      | 0      |
| IOL2022 | マン島         | 184      | 7                | 1            | 2      | 0      | 1      | 3      | 0      | 1      | 1      |
| IOL2021 | ラトビア       | 216      | 8                | 2            | 2      | 1      | 0      | 2      | 0      | 0      | 0      |
| IOL2019 | 韓国           | 209      | 8                | 0            | 1      | 0      | 2      | 1      | 0      | 0      | 0      |
| IOL2018 | チェコ         | 192      | 8                | 0            | 0      | 0      | 1      | 1      | 0      | 0      | 0      |
| IOL2017 | アイルランド   | 172      | 8                | 0            | 0      | 1      | 1      | 2      | 0      | 0      | 0      |
| IOL2016 | インド         | 167      | 8                | 1            | 0      | 0      | 1      | 2      | 0      | 0      | 0      |
| IOL2015 | ブルガリア     | 166      | 8                | 0            | 0      | 0      | 1      | 2      | 0      | 0      | 0      |
| IOL2014 | 中華人民共和国 | 152      | 8                | 0            | 0      | 1      | 0      | 1      | 0      | 0      | 0      |
| IOL2013 | イギリス       | 138      | 4                | 0            | 0      | 0      | 0      | 0      | 0      | 0      | 0      |
| IOL2012 | スロベニア     | 131      | 1                | 0            | 0      | 0      | 0      | 1      | 0      | 0      | 0      |
| 計      |                | 2138     | 84               | 5            | 7      | 5      | 12     | 19     | 0      | 1      | 2      |

## 関連文献
- 国際言語学オリンピック日本委員会『パズルで解く世界の言語: 言語学オリンピックへの招待』風間伸次郎 監修、小林剛士, 髙橋翼, 梶田純之介, 佐藤和音, 岡本沙紀 執筆、研究社、2023年6月20日。ISBN 978-4-327-39442-4。 - 日本言語学オリンピックの作問委員らが書き下ろした初の問題集。付録には日本言語学オリンピック2021の問題と解説が収録されている。詩人の渡邊十絲子は、本書について「理詰めで解くパズルとして非常によくできていて、しかも解説のページが充実している」と、毎日新聞の「今週の本棚」欄で評している[18]。